# Boarmia infaustaria
Boarmia infaustaria är en fjärilsart som beskrevs av Walker 1866. Boarmia infaustaria ingår i släktet Boarmia och familjen mätare. Inga underarter finns listade i Catalogue of Life.